# ぼくは愛を証明しようと思う。
『ぼくは愛を証明しようと思う。』（ぼくはあいをしょうめいしようとおもう。）は、藤沢数希による2015年の小説、およびそれを原作とした漫画、テレビドラマ。略称は「ぼく愛」。

## 概要
モテない男がモテるようになる方法論を「恋愛工学」と呼び、それを「ルーティーン」、「オープナー」、「タイムコンストレイントメソッド」、「スタティスティカル・アービトラージ戦略」、「セックストライorストップロス戦略」などの専門用語を多用して解説する、小説仕立ての恋愛マニュアル本となっている。幻冬舎から文庫版が発売された。

## 歴史
著者の藤沢は、「恋愛工学」という言葉を2005年に初めて構想した。

## あらすじ
非モテの弁理士、渡辺正樹が、恋愛工学の提唱者である永沢圭一によって恋愛のテクニックを指南されていく。

## 漫画
2015年11月25日に発売された2016年1月号より『月刊アフタヌーン』で、本作の漫画版が連載された。作画は井雲くす。藤沢は漫画化にあたり、当初は様々な男性の新人作家に打診したが、「自分にはこの話は描けない」とことごとく断られ、最終的に女性の作家によるコミカライズの運びとなったことに触れ、「男性は表立ってこういう話を描けない」、「みんな誠実ぶりたいんだな」、「女性の方が冷静に見られる」と述懐している。

## テレビドラマ
2017年12月28日に、テレビ朝日の深夜帯にて本作を原作としたテレビドラマが放送された。

### キャスト
- 堀井新太
- 滝藤賢一
- 内田理央
- 佐津川愛美
- 筧美和子
- 真凛
- おのののか
- 入来茉里
- 間宮夕貴
- 小山真由
- 真崎かれん
- 永島聖羅
- 椿原愛
- 藤崎里菜

## 評価
本作はベストセラーとなり、累計5万部を超えた。Amazon.co.jpでは、「日本文学」ジャンル1位を獲得した。
本作のテレビドラマ版に出演した滝藤賢一は、「これで女性が本当に落ちるのか分からない」と述べた。堀井新太は、「『恋愛工学』は理にかなっており、説得力がある」と語った。